# Geneviève Banquis
Geneviève Bianquis (19 de septiembre de 1886, Rouen - 24 de marzo de 1972, Antony) fue una germanista francesa especializada en la época de Johann Wolfgang von Goethe y en las mujeres del romanticismo alemán.

## Biografía
Genevieve Bianquis fue la hija de un pastor. Después de estudiar en la Sorbonne con Charles Andler y Henri Lichtenberger, se graduó y obtuvo un doctorado en 1910.
Se convirtió en conferenciante en 1930 en la Facultad de Dijon. Seis años después, es profesora de lengua y literatura germánicas.
El régimen de Vichy le retiró el permiso de ejercer. No fue sino hasta 1946 que reanudó su puesto en la Universidad de Dijon hasta 1957 cuando se retiró.
En 1945, participó en la Société française d'études nietzschéennes.
Entre 1946 y 1947, Geneviève Bianquis cofundó la revista de Études germaniques.
Ha traducido a Martin Buber, Friedrich Nietzsche, Friedrich Hölderlin, Novalis, Thomas Mann.

## Honores y premios
- Caballero de la Legión de honor
- Medalla de oro del Instituto Goethe

- 1959 - Prix Albéric Rocheron - La vie quotidienne en Allemagne à l’époque romantique

- 1937 - Prix d’Académie - Histoire de la littérature allemande

- 1935 - Prix Kastner-Boursault - Faust à travers quatre siècles

- 1927 - Prix Bordin - La poésie autrichienne de Hofmannsthal à Rilke

## Obra
- Nietzsche en France. L'influence de Nietzsche sur la pensée française, París, 1929
- Nietzsche, Éditions Rieder, 1933
- Histoire de la littérature allemande, París, 1936
- Henri Heine. L'Homme et l'œuvre, París, 1948
- Faust à travers quatre siècles, París, 1955
- La Vie quotidienne en Allemagne à l'époque romantique (1795-1830), París, 1958
- Amours en Allemagne à l'époque romantique, Hachette, 1961

## Traducciones Selectas
- Hölderlin, Poèmes / Gedichte, París, Aubier, 1943.
- Novalis, Petits écrits / Kleine schriften. Aubier, éd. Montaigne, 1947.
- Nietzsche, La Volonté de puissance, Gallimard, 1942.
- Nietzsche, Ainsi parlait Zarathoustra (Also spracht Zarathustra), París, 1968, Aubier-Montaigne.